# واشرون کنستانتین
واشرون کنستانتین (Vacheron Constantin) شرکت کالای لوکس سوئیسی است، که در زمینه طراحی و ساخت ساعت‌های لوکس فعالیت می‌نماید.
شرکت واشرون کنستانتین در سال ۱۷۵۵ توسط ژان-مارک واشرون و فرانسیس کنستانتین تأسیس شد و در حال حاضر بخشی از گروه ریشمون بشمار می‌آید. دفتر مرکزی واشرون کنستانتین در شهر ژنو قرار دارد.
پسر ژان مارک واشرون، آبراهام، در سال ۱۷۸۵ مدیریت این بیزینس خانوادگی را بر عهده گرفت. در طول این دوره، شرکت دوره انقلاب صنعتی فرانسه (۱۷۸۹–۱۷۹۹) را پشت سر گذاشت. پس از آن، در سال ۱۸۱۰، ژاک بارثلمی واچرون، نوه بنیانگذار شرکت، رئیس این شرکت شد.